# 吴小楼
吴小楼（1926年6月18日—1998年），生于浙江杭州，中国国家一级演员，越剧十姐妹之一，擅长老生。

## 生平
1945年，加入雪声剧团。1946年2月，参加芳华剧团。1947年，参与越剧十姐妹的联合义演。同年加入云华剧团。1950年参加华东越剧实验剧团。1955年转为上海越剧院主要演员。吴小楼在越剧老生方面颇有造诣，被称作“吴小楼派”。代表作有《白蛇传》、《梅花魂》、《情探》、《祥林嫂》等。

## 引用文献
1. ↑  .   [2009-06-28]. （原始内容存档于2018-08-19）.